# Lynn Fontanne
Lynn Fontanne, född 6 december 1887 i Woodford i Storbritannien, död 30 juli 1983, Genesee Depot i Wisconsin, var en brittisk-amerikansk skådespelare som var en stor scenstjärna i USA i över 40 år.
Hon gjorde bara fyra filmer, men lyckades ändå bli Oscarsnominerad för sin roll i Gardeskaptenen (1931). Hon medverkade även i filmerna Second Youth (1924), The Man Who Found Himself (1925) och Den stora stjärnparaden (1943).